# Arturo Serrano Arín
Arturo Serrano Arín (San Sebastián, 1906 - Madrid, 4 de marzo de 1986) fue un empresario teatral y director de escena español.

## Trayectoria
Hijo de Arturo Serrano, que construyera el Teatro Infanta Isabel de Madrid, heredó el negocio familiar el 3 de septiembre de 1925 tras el fallecimiento de su padre, abandonando sus estudios de Derecho. Desde entonces y a lo largo de los más de 60 años siguientes fue la cabeza visible de uno de los escenarios más emblemáticos del panorama artístico de la capital española durante el siglo XX. 
En la década de 1920 consagró la compañía titular del teatro, con nombres como los de Pepe Isbert, Alberto Romea y Eloísa Muro. La primera obra en cartel bajo su mandato fue El último Lord, siendo el primer éxito El último alfiler, de Pedro Muñoz Seca. 
En los siguientes años, el empresario consigue que se estrenen en su teatro obras de algunos de los más aclamados autores del momento, en especial del género de la comedia, como Carlos Arniches, Miguel Mihura, Enrique Jardiel Poncela, Tono o Juan José Alonso Millán. Su pareja sentimental, Isabel Garcés, se convirtió en primera actriz de la compañía.
A lo largo de su trayectoria, también llegó a ser empresario de los teatros Victoria Eugenia y Kursaal de su ciudad natal.
En la década de 1920 fue campeón de España de Esgrima, especialidad de florete.

## Premios
- Premio Nacional de Teatro (1953).